# دبليو 88 (قنبلة نووية)
دبليو 88 (W88) هو رأس حربي نووي حراري أمريكي، تقدر قوته بحوالي 475 كيلوطن من مادة تي إن تي (1990 تيراجول)، وهو صغير بما يكفي ليتناسب مع الصواريخ متعددة الرؤوس الحربية ذات الارتداد العكسي. تم تصميم W88 في مختبر لوس ألاموس الوطني في السبعينيات. في عام 1999، وصفه مدير لوس ألاموس الذي أشرف على تصميمه بأنه "الرأس الحربي النووي الأمريكي الأكثر تقدمًا". اعتبارًا من عام 2021، يُطلق على أحدث إصدار اسم W88 ALT 370، دخلت أول وحدة منه حيز الإنتاج في 1 يوليو 2021، بعد 11 عامًا من التطوير. يمكن تسليح صاروخ ترايدنت 2 الباليستي الذي يطلق من الغواصات بما يصل إلى ثمانية رؤوس حربية من طراز W88 (مركبة إعادة الدخول مارك 5) أو اثني عشر رأسًا حربيًا من طراز W76 بقوة 100 كيلوطن (مركبة إعادة الدخول مارك 4)، ولكنه يقتصر على ثمانية رؤوس حربية بموجب معاهدة تخفيض الأسلحة الهجومية الاستراتيجية.

## التاريخ
تم إنجاز الكثير من العمل على الرأس الحربي بواسطة مختبر لوس ألاموس الوطني قبل تقديم معاهدة حظر التجارب النووية في عام 1976. كان من المقرر في البداية إنتاج ما بين 4000 إلى 5000 رأس حربي، لكن الإنتاج توقف بعد الغارة التي شنها مكتب التحقيقات الفيدرالي على مصنع روكي فلاتس في نوفمبر 1989. تم النظر في استئناف الإنتاج، لكن البرنامج انتهى في يناير 1992. بلغ الإنتاج النهائي حوالي 400 رأس حربي.

## التصميم

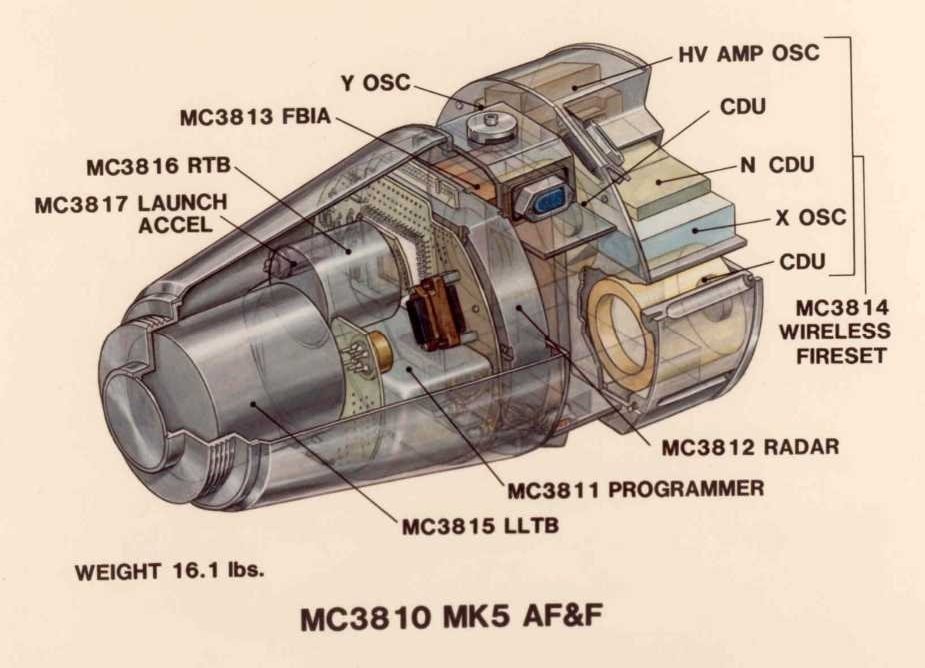
نظام التسليح والتفجير والإطلاق MC3810 Mk5 المستخدم في W88

}}[انحياز]